# Hot Wheels
Hot Wheels är ett amerikanskt varumärke för metallgjutna leksaks- eller modellbilar, grundat 1968. Märket tillhör Mattel Group.
Man ger varje år ut en ny bilkollektion, bestående både av fantasibilar och kopior av riktiga bilar. Dessa saluförs över hela världen. Man tillverkar också bilbanor (den kanske mest kända är "Sizzlers" som var oerhört populär i USA under 1970-talet och som numera nytillverkas), garage och en mängd andra tillbehör. Med tiden har dessa miniatyrbilar blivit föremål för utbrett samlande, och det har sedan starten 1968 tillverkats minst 100 000 modeller och variationer.
En av de mest kända serierna är den tidiga serien Redlines, som fått sitt namn av den röda ringen på däcksidan runt fälgen.
Företaget sponsrar olika racingprofiler, och ger även ut hyllningar till olika förare som exempelvis Lee Petty.

## Historia
Elliot Handler, en av medgrundarna till Mattel, började tillverka och sälja en speciell typ av miniatyrbilar - Hot Wheels. Namnet kom från en sammanslagning av termen "hot rod" och vad dessa bilar skulle komma att handla om, nämligen hjulen som satt på en ny typ av axel som hade mycket mindre friktion och som gjorde att bilarna rullade mycket snabbare än konkurrenternas.

### Bilar
Den första serien som presenterades var en brokig blandning om 16 olika modeller, både futuristiska och gjorda efter verkliga förebilder. Den första bilen som producerades var en blå Custom Camaro.
Åtta modeller bestod av modifierade versioner av amerikanska bilar, både sportbilar och salongsbilar: Custom Camaro, Custom Cougar, Custom Mustang, Custom Barracuda, Custom Firebird, Custom Corvette, Custom T-Bird och Custom Eldorado. Taken på dessa bilar kunde målas i svart för att likna vinyltak.
Fyra modeller var ritade av berömda bildesigners som Ed "Big Daddy" Roth och Bill Cushenberry: Silhouette, Deora, Cheetah och Beatnik Gangster.
Tre modeller var rejält modifierade modeller: Custom Fleetside, Hot Heap och Custom Volkswagen.
Den sista modellen var en bil byggd för racingen: Ford J-Car.
Alla dessa miniatyrer tillverkades i Kalifornien. Vid slutet av 1968 började de också tillverkas i Hongkong, vilket resulterade i små skillnader på hjulen modellerna sinsemellan (små för modellerna som tillverkades i USA och större för dem som tillverkades i Hongkong) eller om det fanns instrumentpanel eller inte. Gemensamt för alla bilar var dock att de hade en röd rand runt fälgen på hjulsidan vilket gav dem smeknamnet "Redlines". De fanns i många olika variationer när det gäller karossens färg tack vare färgen Spectraflame.

### Racingbana
Med populariteten hos dessa små bilar i åtanke började Mattel att tillverka orangea banor (fast tracks) och andra attiraljer såsom svarta banor, grå bandelar, garage och diverse byggnader som man kunde bygga ihop till en lekstad eller lekmatta. Man tillverkade även väskor i form av ett hjul som man kunde bära omkring bilarna i och ta med sig till sin lekkamrat.
Denna framgång gjorde att Matchbox blev tvungna att modifiera sina hjul och axlar helt och hållet, vilket resulterade i deras serie Superfast sedan 1969.

## Verkliga livet
Även bilar i fullskala har byggts med några av Hot Wheelsmodellerna som förebild, bland annat "Twin Mill", "Deora II" och "Whatta Drag". Varumärket Hot Wheels har förekommit i flera TV-spel och även filmer.